# Les Déboussolés
Les Déboussolés est une série de Bande dessinée franco-belge humoristique de Bom, de son vrai nom Michel De Bom, au scénario et Watch, de son vrai nom Pierre Wattez, au dessin. Bom a décidé de s'orienter vers l'écriture après des études de publicité à l'Académie des Beaux-Arts de Bruxelles.
Cette série au scénario déjanté paraît sous forme de gags en trois cases (strips), chose peu répandue à l'époque. Le rédacteur en chef d'alors, Thierry Martens, décide de la publier chaque semaine sous le courrier des lecteurs du journal Spirou. Ceux-ci découvrent une série qui flirte avec l'humour absurde cher aux Anglo-Saxons.

## Synopsis
Les héros perdus, l'un en chapeau melon, l'autre en chemise blanche et cravate noire, errent indéfiniment dans un désert, privés de tout. On ne connaît rien de leur état-civil ni de leur passé et on les voit discuter ou soliloquer pour se plaindre de leur sort. Ils font des rencontres étonnantes, dont un sorcier, un coyote et même un yéti !

## Historique
La dernière apparition des Déboussolés dans le journal de Spirou eu lieu dans le numéro 2064 du 3 novembre 1977. Pour l'occasion, l'aviateur part avec les déboussolés dans son avion réparé. La dernière image montre l'avion au-dessus de l'océan sur fond de soleil couchant, les héros auparavant prisonniers du désert s'exclamant « Youpie ! »

## Personnages
- Les deux héros, dont on ne connaît pas les noms ;
- un coyote qui parle, bête et méchant, et qui veut manger les deux héros ;
- un sorcier belliqueux ;
- un aviateur, dont l'avion s'est écrasé dans le désert à la suite d'une panne de carburant ;
- une poule, seul personnage dont on connaît le nom (Emma), copilote de l'aviateur, et que le coyote veut récupérer.

## Publication

### Albums
Éditions Artefact :
- Les déboussolés (1980, album en noir et blanc)

### Revues
La série a été publiée dans le journal Spirou entre 1975 et 1977.